# Haus Horst (Hilden)

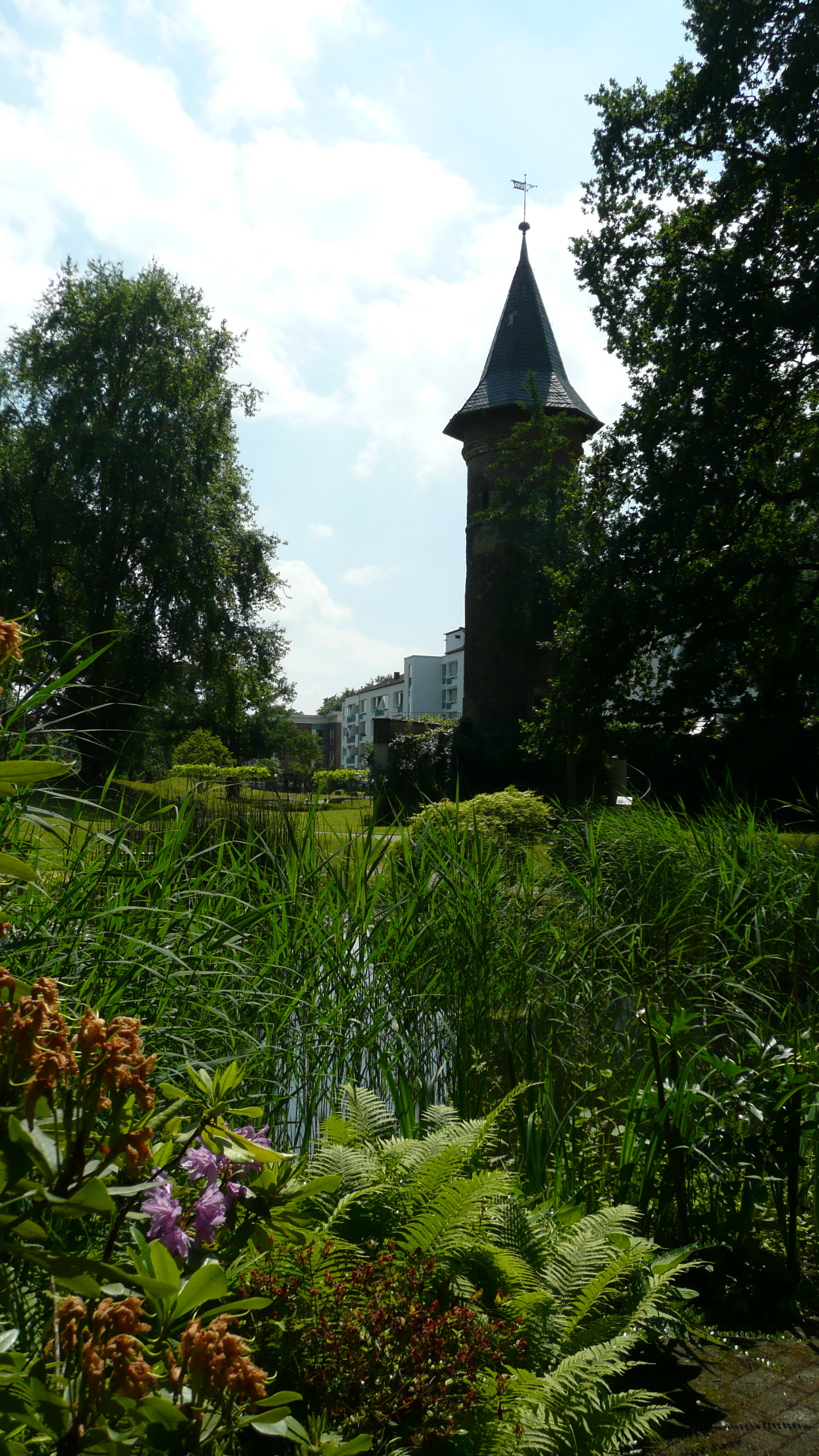
Hilden-Haus Horst, Turm der ehemaligen Ritterburg

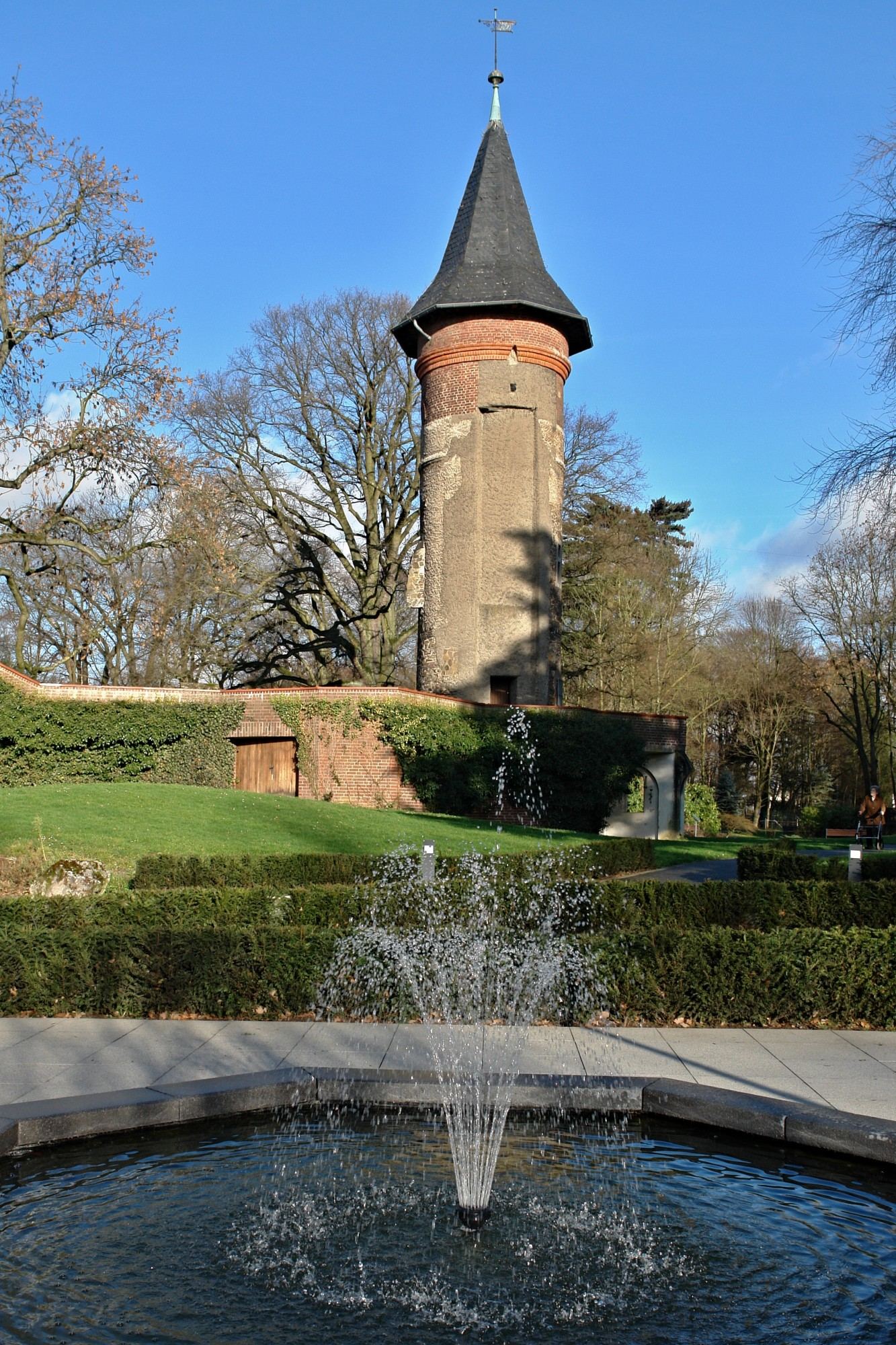
Hilden Haus Horst Springbrunnen

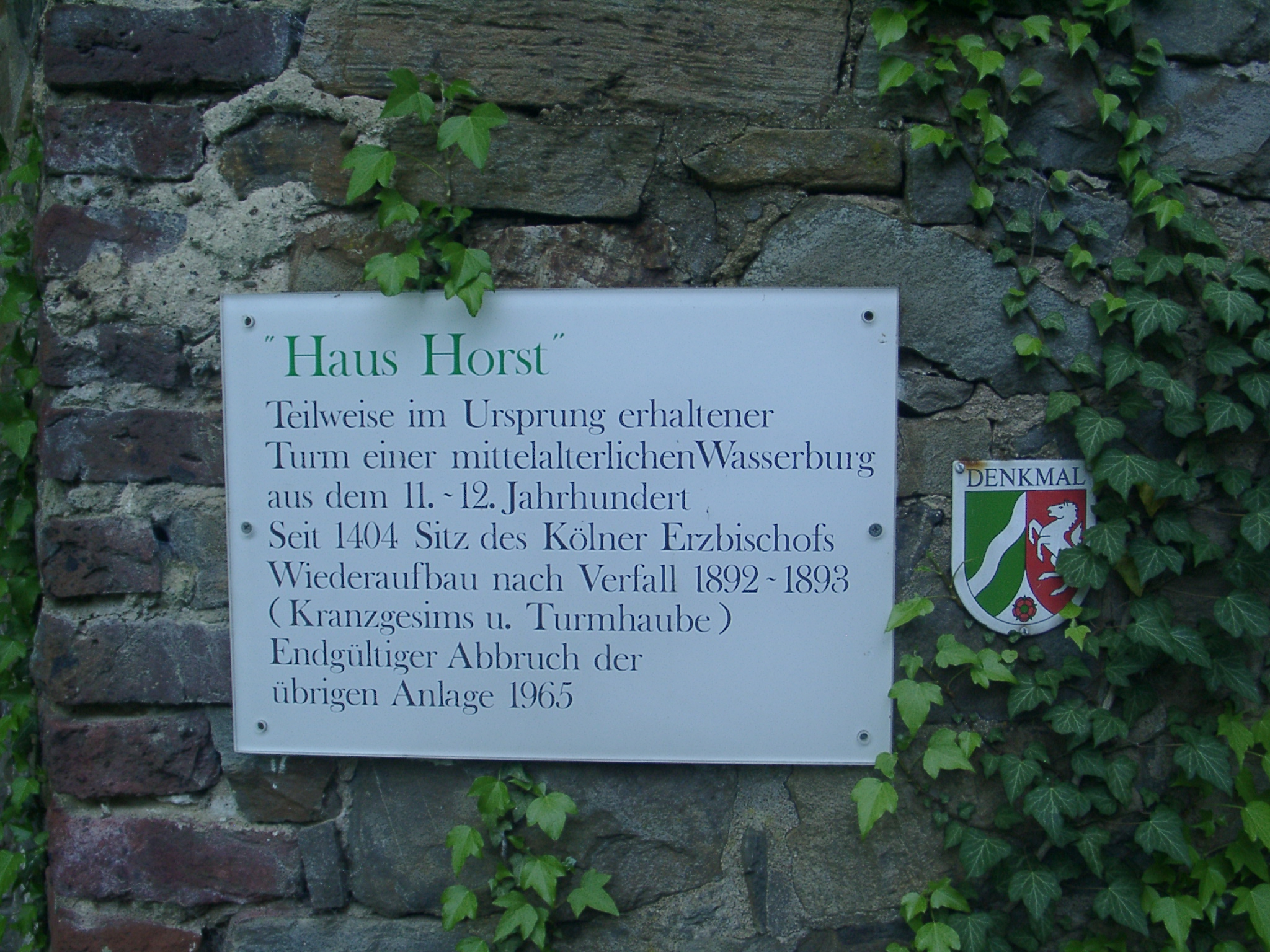
Tafel am Mauerrest

Ursprünglich war Haus Horst ein Rittergut mit einer Wasserburg, die um 1250 angelegt wurde. Es lag zwischen Düsseldorf-Benrath und Hilden in Nordrhein-Westfalen. Es lag an der alten Kölnischen Landstraße Strata coloniensis.
Da auch die Grafen und späteren Herzöge von Berg dieses Gebiet des rechten Rheinlandes als ihr Hoheitsgebiet beanspruchten, kam es immer wieder zu Streitigkeiten zwischen Berg und dem Kölner Erzbischof. Diese betrafen überwiegend Hilden und Haan aber zeitweise auch Haus Horst. Betroffen waren besonders die Bewohner der beiden Weistümer, da ihnen beide Obrigkeiten häufig Leistungen und Steuern abforderten.

## Ritter von der Horst im Mittelalter, 12. bis 14. Jahrhundert
Einer der ersten urkundlichen Nachweise eines Adelsgeschlechts von Horst stammt von 1224. In einer Urkunde des Kölner Erzbischof Engelbert I. ist ein Theodericus de Horst als Zeuge genannt.
Weitere Nachweise für die Adelsangehörigen der von Horst sind als freie Ritter dokumentiert für:
- 1224 Ritter Dietrich von Horst
- 1241 Ritter Theoderich von der Horst
- 1263 Ritter Rütger von der Horst
- 1290 Werner von der Horst, Droste von Berg
- 1290 & 1296 Ritter Heinrich von Horst, Kirchspielverwalter von Hilden[4]
- 1363 Ritter Balduin von der Horst, Waldgraf der Richrather Gemark
- 1372 Junker Konrad III. von der Horst (der Ältere)

Bis dahin waren das Lehen Haus Horst und das Hoflehen Hilden-Haan getrennte Lehen.
1372 übertrug der damalige Erzbischof Friedrich III. von Köln beide Kirchspiele Hilden und Haan an Gerhard Kraft von Elverfeldt als Lehen Gerhard Kraft starb 1403.

## Gemeinsames Lehen Haus Horst und die Kirchspiele Hilden-Haan im 15. Jahrhundert
Nach dem Tod von Gerhard Kraft vergab 1404 das Kölner Erzstift unter Friedrich III. von Saarwerden das Haus Horst als kurkölnisches und das Hoflehen der beiden Kirchspiele Hilden und Haan an den Knappen Konrad IV. von der Horst (den Jüngeren). Er war mit Gerhard Krafts Tochter Ida verheiratet.
Die beiden Lehen blieben bis zur Gütertrennung im Jahre 1690 zusammen, wurden jedoch getrennt betrachtet.
Der Lehenstext lautete: „1404, Jan. 19. Samstag nach Antoniustag zu Fritzstromen (Zons) verleiht in unserer Burg Erzbischof Friedrich von Köln dem Konrad van der Horst ihm selbst und allen seinen Abkommen das Gericht Hilden, wie es bisher Dyederich (Dietrich Wilhelm Elverfeldt der Vater von Kraft) und Kraft von Elverfeldt (Konrads Schwiegervater) inne gehabt haben. Abschr. 15. Jahrh. Pap. No 131“.
Als Gegenleistung musste Konrad IV von der Horst (der Jüngere) seinen Rittersitz Haus Horst, der als altes „Kölnisches Lehen“ bezeichnet wurde, zum Offenhaus des Erzbischofs erklären, d. h. ihm das Recht einräumen, es im Bedarfsfall militärisch zu besetzen – außer gegen den Herzog von Berg.
Das bisherige Lehnsgut der Kölner gehörte damit fortan eindeutig zum Besitz des Kölner Erzbischofs. Es war ab dann kein freies Rittergut mehr.
Haus Horst war ursprünglich ein Mannlehen, was bedeutete, dass es nur im Mannesstamm vererbt wurde.
1501 starb Konrad IV von der Horst (der Jüngere). Er war der letzte männliche Namensträger aus dem Geschlecht der von der Horst. Da Konrad IV. von der Horst (der Jüngere) verheiratet mit Ida geborene Elverfeld keine männlichen Nachkommen hatten, gelangte das Lehen über Tochter Adriane bei deren Hochzeit 1498 an ihren Ehemann Bertram von Plettenberg (* um 1470/77; † 1522).
Da auch aus dieser Ehe keine männlichen Erben hervorgingen, ging Haus Horst danach über die Tochter Elisabeth († um 1541/48) an deren Ehemann Wilhelm von Quade zu Wickrath († um 1562). Die Lehen wurden folglich wie ein Kunkellehen in weiblicher Linie vererbt.

### Schenk von Nideggen
Die Tochter von Wilhelm Quade, Agnes Quade die Ältere schloss am 10. November 1548 mit Otto Schenk von Nideggen zu Vorst († 1601) einen Ehevertrag, die Heirat (Ottos erste Ehe) in Düsseldorf folgte jedoch erst im Jahr 1555. Er war von 1562 bis 1600 Lehensherr von Haus Horst und der Kirchspiele Hilden-Haan.
Sie hatten zwei Söhne und vier Töchter. Die Söhne starben jedoch früh: Heinrich ertrank 1588 in der Ruhr, Otto starb 1587 in Frankreich. Die älteste Tochter, Agnes die Jüngere, heiratete Werner von Galen zu Muchhausen (bei Rommerskirchen). Beide wohnten auf Haus Vorst bei Leichlingen. Die zweite Tochter Anna († 1638) war mit Robert Staël von Holstein zu Heisingen verheiratet.
Als ihre Mutter Agnes die Ältere 1571 starb, heiratete Otto Schenk von Nideggen in seiner zweiten Ehe Anna von Plettenberg. Ihre Kinder hießen Robert (Roland), Johann Heinrich († 1638), und Marie.
Otto Schenk von Nideggen war nunmehr bemüht, die Lehnsherrschaft seinen Söhnen aus der zweiten Ehe zu sichern.

### Erb- und Besitzstreit ab 1589
Es kam im Jahre 1589 zu einem Abkommen zwischen Otto und seinen vier Töchtern aus erster Ehe, worin diese einwilligten, dass ihren Stiefgeschwistern die Lehnsrechte auf Horst und Hilden-Haan zufallen sollten.
Die Erbfolge der Horster Lehnsgüter als auch der Hilden-Haaner ging zunächst auf die aus zweiter Ehe des Otto Schenk von Nideggen († 1601) stammenden Söhne über.
Alle Beteiligten waren zunächst mit dieser Regelung einverstanden, die seine Töchter aus erster Ehe aus dem Erbe der beiden Hildener Lehen ausschloss. Aber sie sollte sich als verhängnisvoll erweisen.
Gegen den Erbverzicht der weiblichen Linie klagten ab 1592 die Nachkommen der Familie Agnes der Jüngeren Schenk von Nideggen († 1602) und deren Ehemann Werner von Galen sowie die Familien ihrer Schwester Anna geb. Schenk von Nideggen und ihrem Ehemann Robert Staël von Holstein (Reformierte Linie).
Das war der Anfang des „Horster Lehnstreites“, der sich von 1592 bis 1796 hinzog. Er brachte den Rittersitz an den Rand des Ruins, da er bald heftige, ja erbitterte Formen annahm.
Mit Recht wies Werner von Galen darauf hin, dass die weibliche Erbfolge in Hilden durch Generationen üblich gewesen sei. Aber mit mindestens dem gleichen Recht stellte die Gegenseite (Schenk) fest, dass eine solche Erbfolge immer nur dann eingetreten war, wenn es an männlichen Erben gebrach, und auch dann immer nur mit besonderer Genehmigung des Erzbischofs. Es stand ja in dem ältesten Weistum von 1386, dass das Lehen Hilden-Haan ein Mannlehen sei, und darauf konnte man sich mit Recht berufen.
Roland (Robert) Schenk von Nideggen († 20. Februar 1634), der älteste Sohn aus der zweiten Ehe von Otto Schenk von Nideggen zog in die Eifel und heiratete in erster Ehe Eva von Heyer, wurde katholisch und begründete damit die katholische Linie Schenk-Heyer, die später wieder in Hilden auftauchen sollte. Aber zunächst wurde Roland von seinem Vater Otto per Testament wegen nicht standesgemäßer Ehe bis auf einen Pflichtteil von 3500 Talern enterbt. Roland prozessierte dagegen und erhielt durch Vergleich 8000 Taler. Nach dem Tod seines Schwagers Hieronimus von Heyer bekam Roland Schenk von Nideggen von seinem betagten Schwiegervater Ruprecht von Heyer (* um 1511; † 12. Juni 1611) Haus und Hof Heyer bei Borler (Vulkaneifel) übertragen. 1610 wurde er vom Erzbischof Ernst von Bayern mit Haus Heyer belehnt.
Das Erbe der Hilden-Haaner Lehen trat kurz nach Ottos Tod jedoch Rolands jüngerer Bruder Johann Heinrich Schenk von Nideggen († 1638) an. Nach dessen Tod bekam sein Sohn Otto Wilhelm Schenk von Nideggen (* 1636; † 3. Februar 1679 in Hilden) das Lehen. Er starb ohne Erben. Roland Schenk von Nideggen, inzwischen Amtmann zu Densborn und Vater eines Sohnes, Hans Heinrich Schenk von Nideggen († 1690/91), heiratete 1629 in zweiter Ehe Anna Regina von Eltz († 1663 auf Burg Eltz). Im Düsseldorfer Kuhkrieg wurde Haus Horst 1651 kurzzeitig von brandenburgischen Truppen besetzt.
Der Prozess vor dem Reichskammergericht vererbte sich derweil von Generation zu Generation. An die Stelle des Werner von Galen traten seine beiden Schwiegersöhne Friedrich Wilhelm von der Reven und Eberhard von Bottlenberg-Kessel auf Schloss Hackhausen.
Über das Reichskammergericht wurde die Erb- und Besitzfolge immer wieder angefochten.
Im Zwischenurteil von 1682 wurden der reformierten Linie die Erb- und Besitzrechte zugesprochen.
Demnach erhielt die Familie Bottlenberg-Kessel den ganzen Komplex.
Bei einer 1690 erfolgten Güterteilung übergab die Familie Bottlenberg-Kessel das Kurlehen Haus Horst mit allem Zubehör ihren Verwandten von der Reven erblich zur freien Verfügung. Sie behielt für sich Besitzteile, die im Wesentlichen aus dem alten Kölner Hoflehen Hilden-Haan herrührten. So bedeutete die Gerichtsentscheidung von 1682 den Anfang einer Trennung der seit 1404 vereinten Lehensgüter Haus Horst und Hilden-Haan. Ab dann hatte jeder Teil von nun an wieder seine eigene Geschichte.
Die Erzbischöfliche Kammer erhob Einspruch gegen das Urteil von 1682 und belehnte weiter Hilden-Haan nach eigenem Gutdünken, indem sie auf die Nachfahren des Roland Schenk von Nideggen zurückgriff, der katholischen Linie Schenk-Heyer.
Es wurden nacheinander mit Hilden und Haan belehnt: der Sohn von Roland Schenk von Nideggen, Hans Heinrich Schenk von Nideggen (Beginn als Lehensherr: L 1615), dessen Enkel Friedrich Anton d. J. und Felix Theodor (L 1689), dann der Sohn von Felix Theodor, Dietrich Heinrich (L 1707) und schließlich dessen Bruder Theodor Felix Schenk von Nideggen († 1748) (L 1728).
Das Erzbistum Köln erklärte nach dem Tod von Theodor Felix Schenk von Nideggen die beiden Lehen Hilden und Haan für heimgefallene katholische Lehen.

### 18. Jahrhundert
Die Besitzer des Ritterguts Horst, die reformierte Linie, blieben aber in Linie erhalten. Der Familienstamm von Agnes Schenck von Nideggen verzweigte sich in den Familienstamm von der Reven und in den Familienstamm von dem Bussche-Ippenburg genannt Kessel.
Zum Familienstamm von der Reven gehörten: Friedrich Wilhelm von der Reven, sein Sohn Jobst Maximilian von der Reven und sein Enkel Ambrosius Wilhelm Bernhardt von der Reven († 1724).
Mit der Zeit wurde durch Gütertrennung, Abtretungen und Verkauf das ursprünglich stattliche Gut Horst immer kleiner.
Da Ambrosius Wilhelm Bernhardt von der Reven ein abenteuerliches Reiseleben führte, hatte er gewaltige Schulden gemacht, die ihn veranlassten, die Horster Besitzungen an den Pfälzischen und Jülich-Bergischen Hofkammer-Direktor Wilhelm Sebastian von Lemmen gegen ein beträchtliches Darlehen zu verpfänden. Freiherr von der Reven starb dann 1724 „ganz pauvre“ in einem Hospiz und ließ die Horst im Pfandschaftsbesitz des genannten Gläubigers. Der Pfandinhaber, Wilhelm Sebastian von Lemmen, erhielt das Gut schließlich mit allen Rechten (und nahm sich noch einige mehr), wohnte aber nicht dort.
Nach dem Tod des Herrn von Lemmen wurde das Erbe auf seine vier Nachkommen verteilt. Die unverheiratete gebliebene Tochter Franziska von Lemmen gelangte durch Kauf wiederum in den vollen Besitz der Horst. Franziska von Lemmen vererbte den gesamten Besitz am 22. März 1776 testamentarisch auf ihre beiden Nichten Maria Theresia und Maria Anna von Ropertz, die ebenfalls unverheiratet blieben. Der Besitz ging auf Familie von Ropertz über.

### 19. Jahrhundert
Als 1801 das Erzstift Köln als deutscher Kurstaat aufhörte und 1803 die Lehen dem jeweiligen Landesherrn zufielen, in dessen Gebiet sie lagen, ging Hilden als Bergisches Lehen an den Herzog von Berg über.

#### Eigentümer Theodor Bongard; von Maercken; Spieker; Maklerring
Theodor Bongard der Jüngere (getauft am 5. Juni 1759 in Hilden; † 8. Januar 1834 in Hilden) lebte als reicher Kaufmann in Amsterdam, kam später von dort zurück und wohnte in Hilden in Haus Hagdorn. Er kaufte von den Nichten von Ropertz am 1. März 1810 das Burghaus mit einigen angrenzenden Ländereien, Jagd, Wald und Mühle.
Theodor Bongard der Jüngere war mit Anna Gertrud Leven (getauft 18. November 1780 in Hilden; † 27. Mai 1821) verheiratet. Sie vererbten die Besitzungen von Haus Horst und Haus Hagdorn an ihre Tochter Anna Elisabeth Bongard (* 12. Juli 1806; † 11. Januar 1875). Mit ihrer Heirat am 20. November 1828 mit Karl August Hubert Reichsfreiherr von Maercken zu Geerath (* 10. Juli 1799 in Ratingen; † 18. Oktober 1877 in Köln) gingen die Güter auf von Maercken über.
Freifrau von Maercken-Geerath verkaufte 1840 Haus Horst an den in Unterbach wohnenden Müller und Gutsbesitzer Friedrich Spiecker zur Rohrsmühle. Sie behielt Haus Hagdorn mit den zugehörigen Ländereien, die damit wieder aus dem Horster Besitz ausschieden.
Schon 1842 verkaufte Spieker an den Kölner Kaufmann Jacob Joseph Haan, Mitglied eines Maklerrings, der Güter und Grundstücke aufkaufte und wieder veräußerte.
Ein Jahr nach diesem Kauf, am 6. August 1843 verlor das Gut Horst wegen wiederholter Verminderung seines Areals die Vorrechte auf ein Rittergut und wurde ein normales Gut. Es wurde aus der Liste der landtagsfähigen Rittersitze gestrichen. Der Eigentümer des Hauses wurde also nicht mehr – wie früher – allein auf Grund dieses Besitzes ins Herrenhaus des preußischen Landtages beschieden. Haus Horst hörte auf, ein Rittergut zu sein.

#### Eigentümer Lieven; Klingelhöfer
1858 löste sich der Maklerring auf. Haus Horst fiel per Los mit allem Zubehör an das Mitglied der Gesellschaft, Heinrich Joseph Lieven von Gut Rodderhof bei Brühl.
Sein Sohn Wilhelm Ferdinand Lieven (* 15. Juni 1839 in Niederembt; † 9. August 1902 in Düsseldorf) erbte 1866 sämtliche in und bei Hilden gelegenen Güter, darunter auch die inzwischen weitgehend verfallene Anlage Haus Horst. Lieven zog zunächst von Bayern nach Hilden, Mittelstraße 41. Haus Horst sollte sein Wohnsitz werden. Er setzte zunächst 1892 bis 1893 den Turm mit Kranzgesims und Turmhaube instand und ließ dann auf den Grundmauern der alten Burg ein villenartiges Herrenhaus errichten, in dem er wohnte. Wilhelm Ferdinand Lieven war 18 Jahre lang Erster Beigeordneter, 30 Jahre lang Stadtverordneter und als Kreisdeputierter tätig. Er arbeitete auch ehrenamtlich in zahlreichen städtischen Ausschüssen mit. Als „Wohltäter“ mit hohen Verdiensten um die Entwicklung der Stadt Hilden wurde er am 18. Dezember 1900 anlässlich der Einweihung des neuen Rathauses zum Hildener Ehrenbürger ernannt. Wilhelm Ferdinand Lieven vermachte der Stadt Hilden seine sämtlichen Waldungen mit 188 ha 18 a 82 m². Es ist der heutige Stadtwald im Nord-Osten von Hilden. Wilhelm Ferdinand Lieven verkaufte am 2. Januar 1896 den Horster Besitz für 400.000 Mark an den Düsseldorfer Industriellen Gustav Klingelhöfer (* 27. September 1857 in Schleiden; † 17. März 1918 in Düsseldorf) und behielt nur seine in der Hildener Heide gelegenen Waldungen und das Eickertgut. Klingelhöfer begnügte sich nicht mit dem Villenbau, den Lieven gerade erst errichtet hatte. Ein bedeutend größerer Neubau entstand 1896 auf den Fundamenten der alten Wasserburg nach Plänen des Berliner Architekten Otto March. Dazu kam ein gepflegter Park, und mit alledem war die Möglichkeit geschaffen, hier ein repräsentables, geselliges Leben zu führen. Gustav Klingelhöfers Sohn und Erbe Paul Klingelhöfer (* 19. August 1885 in Gerresheim; † am 17. September 1956 in Zürich) wohnte ab 1928 in Zürich, während seine Mutter Aurelie, geb. Poensgen, weiter auf der Horst wohnte.

### 20. Jahrhundert

#### Stadt Hilden, Abriss des Herrenhauses
Im März 1951 erwarb die Stadt Hilden den zugehörigen Wirtschaftshof mit noch vorhandenen 515 Morgen landwirtschaftlich genutzten Ländereien für 525.000 DM. Danach wies sie das Gelände als Bauland aus, erschloss und parzellierte es, um einen Teil bald darauf an 3M zu verkaufen. Die ursprünglich als südliche Fortsetzung der Niedenstraße verlaufende Horster Allee wurde entwidmet, in das Werksgelände von 3M einbezogen und weiter westlich neu gebaut.
Ingeborg Glasmacher (* 27. Oktober 1909 in Düsseldorf; † 29. Januar 1978), die Tochter Paul Klingelhöfers, die mit Hugo Glasmacher (* 26. Januar 1899 in Solingen; † 5. September 1962) vermählt war, behielt zusammen mit einer Erbengemeinschaft das Herrenhaus und den zugehörigen Park, verzog aber schon wenige Jahre darauf nach Düsseldorf. So stand das Haus wiederum verwaist, und ein langsam einsetzender Verfall konnte nicht ausbleiben.
Noch ein letztes Mal machten Haus und Park von sich reden, als hier im Frühjahr 1965 ein von außerhalb zugereister Hotelier als Pächter auftrat, der einen Restaurationsbetrieb einrichtete und dabei – unterstützt von seinem Schwiegersohn – als besondere Attraktion einen Tiergarten, den Flamingopark eröffnete, der als Durchgangsstation für den Handel mit exotischen Tieren dienen sollte. Dieser Park lockte zahlreiche Besucher von nah und fern an, konnte aber nur bis zum November bestehen, da keinerlei Voraussetzungen für das Überwintern der Tiere gegeben waren. Der Unternehmer verschwand bei Nacht und Nebel und hinterließ, außer einem Berg von Schulden, die z. T. kostbaren Tiere der Obhut des Tierschutzvereins. Damit fand diese letzte Episode aus der wechselvollen Geschichte des Hauses Horst ihr unrühmliches Ende.
Die Erbengemeinschaft Klingelhöfer verkaufte 1967 auch das demolierte Haus mit allem restlichen Besitz an den Düsseldorfer Makler Jobst Müller-Jäger.
Wenig später veräußert Müller-Jäger jedoch an die Neue Heimat und Bremer Treuhand mit einem Gewinn von 1,7 Millionen DM. Diese verkauften ihrerseits an eine Baugesellschaft weiter. Das Herrenhaus von Theodor Bongard mit Klingelhöfers Erweiterungen wurde 1965 abgebrochen. Nur der Turm mit angrenzenden Mauerresten blieb übrig.

#### Seniorenwohnstift Haus Horst

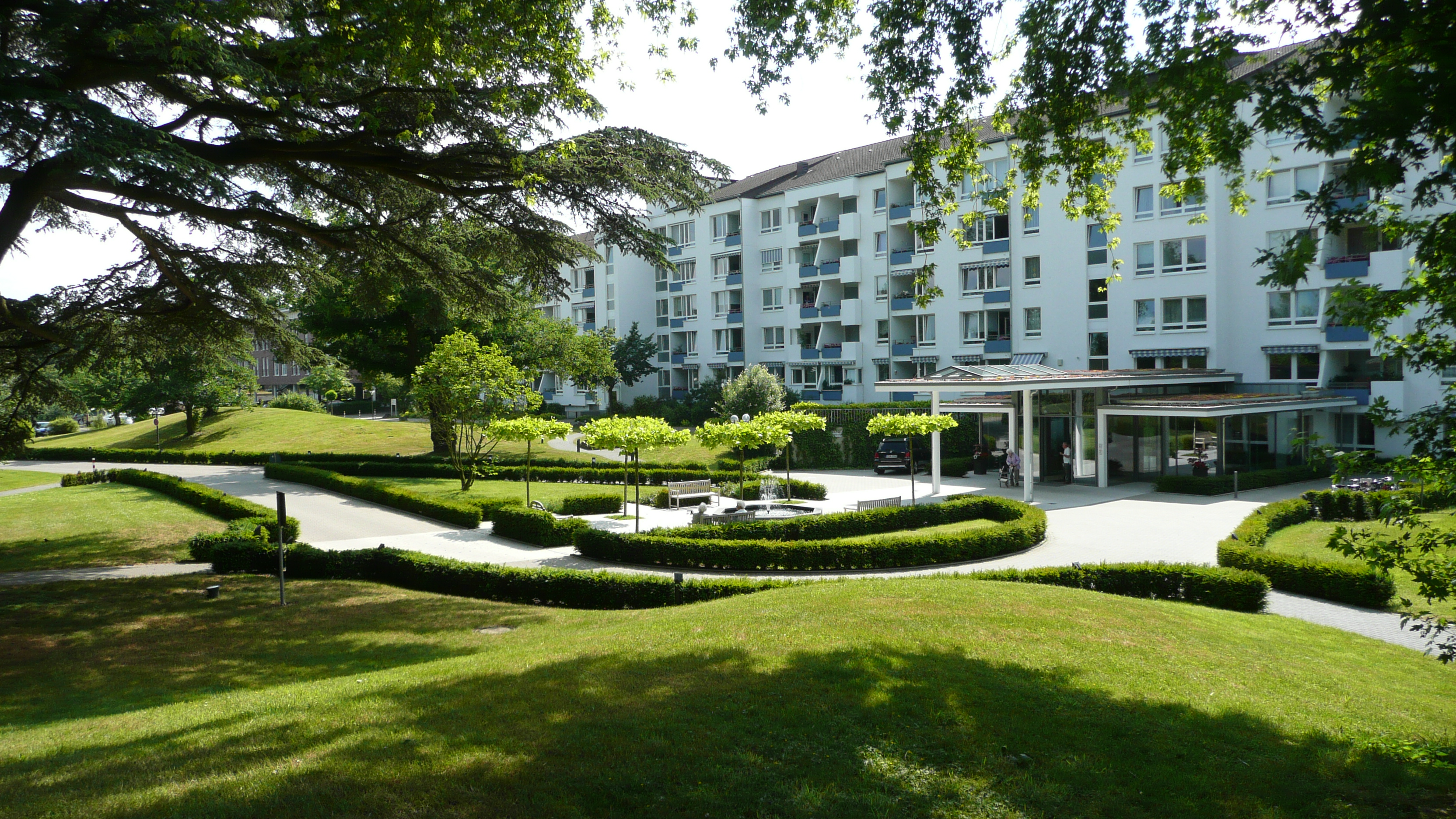
Hilden-Haus Horst, Senioren-Wohnstift

Auf dem Gelände der herrlichen Wald-Auen-Landschaft wurde bis 1977 der erste Bauabschnitt der Altenwohnsiedlung Haus Horst der Haus Lörick e. V. errichtet.
Laut Hausprospekt des Senioren-Wohnstifts Haus Horst sind hier inmitten eines malerischen Parks, ausgedehnter Rasenflächen und Spazierwege 300 geräumige 1-, 2- und 3-Zimmer-Wohnungen entstanden. Sie sind auf zwei Wohntrakte um einen Innenhof verteilt. Weitere Baumaßnahmen waren im Sommer 2005 im Gange. 2006 war der Bau eines zusätzlichen Hauses für Pflegebedürftige fertiggestellt. Im Interesse der rund 360 Bewohner, die nun hier residieren, ist zu hoffen, dass inzwischen endlich Ruhe und Frieden eingekehrt sind und Zwistigkeiten nicht mehr vorkommen.
Das Wohnstift Haus Horst ist heute auch ein kultureller Ort Hildens. Die Hildener Teilnehmer von Jugend musiziert stellen sich direkt vor dem Wettbewerb im Konzertsaal von Haus Horst einem breiteren Publikum vor.
Beim Eröffnungskonzert zu den Hildener Jazztagen treffen sich Jung bis Alt im Park des Wohnstifts Haus Horst.
Die Klänge des Sinfonischen Blasorchesters der Musikschule Hilden locken die Bewohner des Senioren-Wohnstifts vor den Pavillon in den Park.
 

## Besitztümer die zum Rittergut Haus Horst gehörten
Haus Horst gehörte wie die Honschaften Hilden-Haan zum Einflussbereich der Kölner Erzbischöfe. Das Rittergut wurde vom Erzbischof an einen Ministerialen, kölnischer Adel, als Lehen ausgegeben.
Im Rahmen der Lehensprozesse wurden 1599 und 1602 die Besitztümer und Einnahmen von Haus Horst genauestens erfasst und taxiert.

### Horster Lehen
Westlich von Hilden, nahe bei Benrath und dem Rittersitz Schloss Garath stand die alte, von Wassergräben umschlossene Wasserburg und der Horster Bauhof in der Itteraue.
Ritter Wilhelm Quade ließ 1540 nördlich von Haus Horst die Horster Mühle (Untere Mühle) (51°09′29.9″N 06°54′37.3″ E) an der Itter erbauen.
Zum Horster Lehen gehörte als Pachtgut der Steinhof (51°09′37.4″N 06°54′43.4 E″). Auf späteren Karten ist das Gelände ab 1822 als Restaurant „Zum Jägerhaus“ bzw. „Manerts Penn“ eingezeichnet. Nach Abriss des Restaurantgebäudes wurde das Gelände an der Ecke Düsseldorfer Straße 160/Niedenstraße, gegenüber dem 3M-Werksgelände, 2015 mit Einfamilienhäusern bebaut.

### Hilden-Haaner Honschaften
Direkt zum Hilden-Haaner Lehen gehörte der Fronhof (Fronhoff) (Hilden Unterstadt rund um die Mittelstraße, Benrather Straße), und Hof zum Hoeffe, (Hilden Hofstraße).
Dem Rittergut wurde schon 1056 die Ringwallanlage Holterhöfchen zugeschlagen. Bei den zum Hof gehörenden Äckern handelte es sich um die Fluren Kuhlerfeld und Pungskamp. Das Gebiet wurde später in den Prozessakten als Oberster Mühlenhof mit der Buchmühle bezeichnet.
In Haan gehörte der Hof zu Haan (Hoff zue Haen), neben der Kirche zum Lehensgebiet.
Die sieben Gehöfte umfassten zusammen 613 ½ Morgen landwirtschaftliches Gelände, 78 Morgen Heu- und Weideland, 28 Morgen mit Häusern, Hof, Obstbaum- und Gemüsegärten.

### Waldungen
Zum Lehen Haus Horst gehörten damals 1178 Morgen an Waldungen (Lehnbusche und Junkerholz). Es waren Waldungen im Nord-Osten von Hilden, deren Reste später von Wilhelm Ferdinand Lieven der Stadt Hilden vermacht wurden.

### Zehnpflichtige Honschaften
Zu den Lehensgütern kamen die zehntpflichtigen Honschaften mit ihrem Ackerland als Einnahmequellen hinzu. Es waren abgabepflichtige Hildener und Haaner Höfe.
- 1. Sandhonschaft, 462 Morgen,
- 2. Lehmhonschaft, 487 Morgen,
- 3. Haanhonschaft, 166 Morgen,
- 4. Kirchspiel Haan (Haen) mit drei Gewanden, 463 Morgen.[21][23]

Ein großer Teil der früheren Höfe und Weiler ist im heutigen Hilden nur noch in davon abgeleiteten Straßennamen erkennbar.